# Eugenetica e altri malanni
(G. K. Chesterton, Eugenetica e altri malanni, I. Che cos'è l'eugenetica?)
Eugenetica e altri malanni (Eugenics and Other Evils) è una raccolta di saggi di G. K. Chesterton, pubblicata per la prima volta nel 1922. In essi l'autore attacca duramente l'eugenetica, argomento molto in voga nei primi decenni del XX secolo, rivelando le contraddizioni e gli orrori di cui questa disciplina sarebbe portatrice. Nella seconda parte del libro l'autore allarga la questione, criticando le condizioni politiche, economiche e sociali che permettono e alimentano il sorgere di certe idee.

## Capitoli

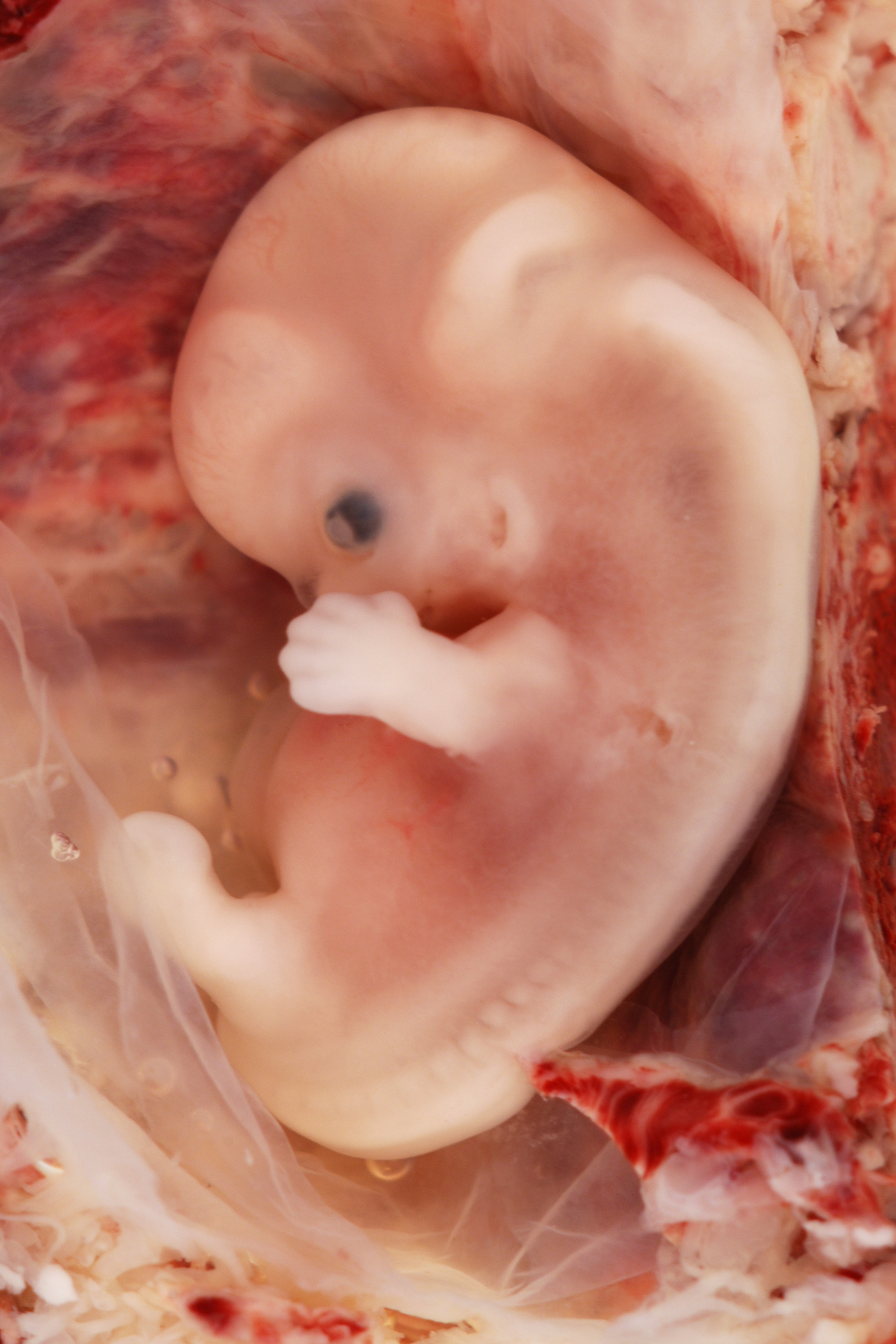
Embrione umano.

1. Che cos'è l'eugenetica?
2. I primi ostacoli
3. L'anarchia dall'alto
4. Il pazzo e la legge
5. L'autorità volante
6. La sfida senza risposta
7. La Chiesa ufficiale del dubbio
8. Sommario di una teoria falsa
9. L'impotenza dell'impenitenza
10. Storia di un vagabondo
11. Storia di un eugenista
12. La vendetta della carne
13. La bassezza del movente
14. L'eclisse della libertà
15. La trasformazione del socialismo
16. La fine degli oggetti domestici
17. Un capitolo breve

## Edizioni
- G. K. Chesterton, Eugenetica e altri malanni, a cura di Michael Wiley Perry, traduzione di Franco Salvatorelli, Siena, Cantagalli, 2008, ISBN 978-88-8272-3729.